# トリノFCの選手一覧
トリノFCの選手一覧は、トリノFCに所属経験のある主な選手の一覧。
氏名の下の数字はトリノでの在籍期間を表すが、これは他クラブに期限付き移籍している期間も含まれる。また、氏名の太字は2022年12月現在トリノに所属していることを表す。

## GK
| - ヴァレーリオ・バチガルーポ 1945 - 1949 - リード・ヴィエーリ 1957 - 1969 - ルチャーノ・カステッリーニ 1970 - 1978 - ジュリアーノ・テッラーネオ 1977 - 1984 - ルカ・マルケジャーニ 1988 - 1993 - フランコ・タンクレーディ 1990 - 1991 - ジョバンニ・ガッリ 1993 - 1994 - ルカ・ブッチ 1998 - 2003 - ステファノ・ソレンティーノ 1998 - 2005 | - フェデリコ・マルケッティ 2002 - 2005 - マッシモ・タイービ 2005 - 2007 - クリスティアン・アッビアーティ 2006 - 2007 - マッテオ・セレーニ 2007 - 2010 - ルビーニョ 2010 - 2011 - フェルディナンド・コッポラ 2011 - 2012、2013 - ジャン＝フランソワ・ジレ 2012 - 2015 - フランチェスコ・ベヌッシ 2012 - ダニエレ・パデッリ 2013 - 2017 | - ブラダ・アブラモフ 2014 - 2015 - サルバドール・イチャソ 2015 - 2019 - ジョー・ハート 2016 - 2017 - サルヴァトーレ・シリグ 2017 - 2021 - ヴァニャ・ミリンコヴィッチ＝サヴィッチ 2017 - - アントニオ・ロサーティ 2018 - 2021 - サミル・ウイカニ 2019 - 2021 - エトリト・ベリシャ 2021 - |

## DF
| - チェーザレ・マルティン 1919 - 1936 - ヴィルジーリオ・マローゾ 1945 - 1949 - ジョルジョ・プーイア 1963 - 1972 - ルイジ・シモーニ 1964 - 1967 - ナタリーノ・フォッサーティ 1964 - 1974 - チェーザレ・マルディーニ 1966 - 1967 - ルイージ・ダノーヴァ 1976 - 1985 - ジョヴァンニ・フランチーニ 1980 - 1987 - ロベルト・クラヴェーロ 1981 - 1983、1985 - 1992、1995 - 1998 - ジャンカルロ・コッラディーニ 1982 - 1988 - ジュニオール 1984 - 1987 - ロベルト・ムッシ 1989 - 1994 - ジュゼッペ・パンカロ 1989 - 1991、2006 - 2007 - エンリコ・アンノーニ 1990 - 1994 - サミュエル・クフォー 1991 - 1993 - ジャンルカ・ペッソット 1994 - 1995 - ジョスリン・アングロマ 1994 - 1996 - トニー・ドリゴ 1997 - 1998 - ジャンルカ・コモット 1997 - 2005、2006 - 2008 - ロレンツォ・ミノッティ 1997 - 2000 - フェデリコ・バルザレッティ 1998 - 2005 | - エリック・エドマン 1999 - 2000 - ファビオ・ガランテ 1999 - 2004 - グスタボ・メンデス 1999 - 2001 - アンジェロ・オグボンナ 2006 - 2013 - チェーザレ・ナターリ 2007 - 2009 - マルコ・モッタ 2007 - 2008 - チェーザレ・ボヴォ 2007、2013 - 2017 - イニャツィオ・アバーテ 2008 - 2009 - フランチェスコ・プラターリ 2008 - 2012 - クラウディオ・リバルタ 2009 - 2011 - ダニーロ・ダンブロージオ 2010 - 2014 - マッテオ・ダルミアン 2011 - 2015 - カミル・グリク 2011 - 2016 - ギジェルモ・ロドリゲス 2012 - 2014 - ニコラ・マクシモヴィッチ 2013 - 2016 - エミリアーノ・モレッティ 2013 - 2019 - ジョヴァンニ・パスクアーレ 2013 - 2014 - アントニオ・バッレーカ 2014 - 2018 - クリスティアン・モリナーロ 2014 - 2018 - ブルーノ・ペレス 2014 - 2017 - ケヴィン・ボニファーツィ 2015 - 2020 | - ダヴィデ・ザッパコスタ 2015 - 2017 - アルリンド・アイエティ 2016 - 2018 - ルカ・ロッセッティーニ 2016 - 2017 - ロレンツォ・デ・シルヴェストリ 2016 - 2020 - ダニーロ・アベラール 2015 - 2019 - リャンコ 2017 - 2021 - ニコラス・ブルディッソ 2017 - 2018 - クリスティアン・アンサルディ 2017 - 2022 - ニコラ・ヌクル 2017 - 2021 - アレッサンドロ・ボンジョルノ 2018 - - アルマンド・イッツォ 2018 - - ブレーメル 2018 - 2022 - コフィ・ジジ 2018 - - オラ・アイナ 2018 - - ウィルフリード・シンゴ 2019 - - リカルド・ロドリゲス 2020 - - メルギム・ヴォイヴォダ 2020 - - ニコラ・ムッル 2020 - 2021 - ダヴィド・ジマ 2021 - - ペール・スクールス 2022 - |

## MF
| - アントニオ・ヤンニ 1920 - 1937 - アドルフォ・バロンチェーリ 1925 - 1932 - エウゼビオ・カスティリャーノ 1945 - 1949 - エンツォ・ベアルツォット 1957 - 1964 - ジョルジョ・フェッリーニ 1959 - 1975 - レナート・ザッカレッリ 1969 - 1987 - クラウディオ・サーラ 1969 - 1980 - ワルテル・ノヴェッリーノ 1970 - 1971、1972 - 1973 - パトリツィオ・サーラ 1975 - 1981 - ジュゼッペ・ドッセーナ 1976 - 1977、1981 - 1987 - ジャンカルロ・カモレーゼ 1978 - 1979 - ディエゴ・フゼール 1986 - 1989、2003 - 2004 - ジャンルイジ・レンティーニ 1986 - 1992、1997 - 2001 - クラウス・ベアグリーン 1987 - 1988 - ジョルジョ・ヴェントゥーリン 1987 - 1994、2000-2002 - エドゥー・マランゴン 1988 - 1989 - サンドロ・コイス 1989 - 1994 - ディノ・バッジョ 1989 - 1991 - ロベルト・ポリカーノ 1989 - 1992 - ルカ・フージ 1990 - 1994 - マルティン・バスケス 1990 - 1992 - エンツォ・シーフォ 1991 - 1993 - エンソ・フランチェスコリ 1993 - 1994 - ロベルト・ヤルニ 1993 - 1994 - アベディ・ペレ 1994 - 1996 - マッシモ・フィッカデンティ 1997 - 2000 | - アントニオ・アスタ 1997 - 2002 - マッシモ・ブランビッラ 1997 - 2002 - ファビオ・ペッキア 1999 - 2000 - シモーネ・ヴェルガッソーラ 2001 - 2003 - アレッサンドロ・ロジーナ 2005 - 2009 - ニコラ・ラゼティッチ 2006 - 2008 - シモーネ・バローネ 2006 - 2009 - ステファノ・フィオーレ 2006 - エウジェニオ・コリーニ 2007 - 2009 - ヴィンス・グレッラ 2007 - 2008 - ユルゲン・ゾイメル 2008 - 2010 - アイモ・ディアーナ 2008 - 2011 - フリオ・セサル・レオン 2009 - 2010 - アーメド・アピマー・バルッソ 2010、2014 - クリスティアン・オボド 2010 - 2011 - ミグイェン・バシャ 2011 - 2015 - クリスティアン・パスクアート 2012 - マッテオ・ブリーギ 2012 - 2014 - ヴァルテル・ビルサ 2012 - 2013 - オマル・エル・カドゥーリ 2013 - 2015 - アレクサンデル・ファルネルド 2013 - 2016 - アントニオ・ノチェリーノ 2014 - 2015 - ルベン・ペレス 2014 - 2015 - マルコ・ベナッシ 2014 - 2017 | - サニン・プルチッチ 2015 - 2016 - アフリイェ・アックア 2015 - 2018 - ジョエル・オビ 2015 - 2018 - ダニエレ・バゼッリ 2015 - 2022 - ミルコ・ヴァルディフィオーリ 2016 - 2018 - サシャ・ルキッチ 2016 - - アレックス・ベレンゲル 2017 - 2020 - トマス・リンコン 2017 - 2022 - ロベルト・ソリアーノ 2018 - スアリオ・メイテ 2018 - 2021 - ディエゴ・ラクサール 2019 - 2020 - カロル・リネティ 2020 - - アメル・ゴヤク 2020 - 2021 - ロランド・マンドラゴラ 2021 - 2022 - トンマーゾ・ポベガ 2021 - 2022 - デニス・プラート 2021 - 2022 - サムエレ・リッチ 2022 - - モハメド・ファレス 2022 - ヴァレンティーノ・ラザロ 2022 - - エミルハン・イルカン 2022 - - アレクセイ・ミランチュク 2022 - - ニコラ・ヴラシッチ 2022 - |

## FW
| - ハインリヒ・シューンフェルト 1923 - 1925 - ジーノ・ロッセッティ 1926 - 1933、1937 - 1938 - フリオ・リボナッティ 1926 - 1934 - フランコ・オッソラ 1939 - 1949 - グリエルモ・ガベット 1941 - 1949 - ヴァレンティーノ・マッツォーラ 1942 - 1949 - ファース・ヴィルケス 1952 - 1953 - デニス・ロー 1961 - 1962 - ルイージ・メローニ 1964 - 1972 - パオロ・プーリチ 1967 - 1982 - フランチェスコ・グラツィアーニ 1973 - 1981 - ヴィム・キーフト 1986 - 1987 - アントン・ポルスター 1987 - 1988 - ミューレル 1988 - 1991 - クリスティアン・ヴィエリ 1990 - 1992 - ワルテル・カーザグランデ 1991 - 1993 - パオロ・ポッジ 1992 - 1994 - カルロス・アルベルト・アギレラ 1992 - 1994 - アンドレア・シレンツィ 1992 - 1995 - ベニート・カルボーネ 1993 - 1994 - ルジェーロ・リッツィテッリ 1994 - 1996 - マルコ・フェッランテ 1996 - 2004 | - セルジオ・ペリッシエ 1996 - 1998 - エルナン・ロドリゴ・ロペス 1998 - ファビオ・クアリャレッラ 1999 - 2005、2014 - 2016 - クリスティアーノ・ルカレッリ 2001 - 2003 - フェデリコ・マガジャネス 2002 - 2003 - ロベルト・ステッローネ 2005 - 2009 - ジシス・ヴリーザス 2006 - 大黒将志 2006 - 2008 - ダビド・ディ・ミケーレ 2007 - 2010 - アルバロ・レコバ 2007 - 2008 - ニコラ・ヴェントラ 2007 - 2009 - ニコラ・アモルーゾ 2008 - 2009 - ロランド・ビアンキ 2008 - 2013 - ダニエレ・ヴァンタッジャート 2009 - 2010 - ナムディ・オドゥアマディ 2011 - 2012 - シモーネ・ヴェルディ 2011 - 2013、2019 - - ミルコ・アンテヌッチ 2011 - 2012 - アレッシオ・チェルチ 2012 - 2014 - リッカルド・メッジョリーニ 2012 - 2014 - チーロ・インモービレ 2013 - 2014、2016 - バレート 2013 - 2015 | - アマウリ 2014 - 2016 - ホセフ・マルティネス 2014 - 2017 - マキシ・ロペス 2015 - 2017 - アンドレア・ベロッティ 2015 - 2022 - イアゴ・ファルケ 2016 - 2021 - アデム・リャイッチ 2016 - 2019 - フアン・マヌエル・イトゥルベ 2017 - ウマル・サディク 2017 - 2018 - エムベイェ・ニアン 2017 - 2019 - シモーネ・ザザ 2018 - 2022 - ヴィタリエ・ダマスカン 2018 - 2021 - フェデリコ・ボナッツォーリ 2020 - 2021 - アントニオ・サナブリア 2021 - - マグヌス・ワーミング 2021 - - マルコ・ピアツァ 2021 - 2022 - ヨシプ・ブレカロ 2021 - 2022 - ピエトロ・ペッレグリ 2022 - - ネマニャ・ラドニッチ 2022 - - ヤン・カラモウ 2022 - |